# Lev Altschuler
Pour les articles homonymes, voir Altshuler.
Lev Vladimirovitch Altschuler (russe : Лев Владимирович Альтшулер, en anglais Altshuler), né le 9 novembre 1917 à Moscou et mort le 23 décembre 2003 à Moscou, est un physicien soviétique ayant travaillé dans le domaine de la physique de la matière condensée. Il a été membre du projet de bombe atomique soviétique.

## Carrière
Il est issu d'une famille d'origine juive ashkénaze (son nom en yiddish signifie Vieil écolier).
Altschuler travaille à partir de 1932 au laboratoire de rayons X de l'institut de construction des machines à Moscou. En 1934 il entre à l'université d'État de Moscou où il est diplômé en 1936 comme métallurgiste pour l'aviation.
Il est enrôlé en 1940 dans l'armée soviétique et affecté en 1942 dans un laboratoire de l'académie des sciences d'URSS où il obtient un doctorat en 1943. Ses études concernent la radiographie ultrarapide pour l'étude des effets d'un projectile sur un blindage et la mise au point des équations d'état permettant de les interpréter. Ce travail effectué avec V. A. Zuckerman,, vaut aux auteurs le Prix d'État de l'URSS.
En 1946 il est assigné au projet de bombe atomique soviétique au centre VNIIEF (encore appelé Arzamas-16). Il obtient une habilitation universitaire dans ce centre de recherches en 1954.
En 1969, il revient à Moscou comme chef de département à l'institut de mesures optiques et physiques. Vingt ans plus tard, il devient directeur des recherches à l'institut des hautes énergies de l'académie des sciences.

## Distinctions[1]
- Prix d'État de l'URSS en 1946, 1949 et 1953 ;
- Ordre de Lénine en 1949, 1953 et 1967 ;
- Prix Lénine en 1962 ;
- George E. Duvall Shock Compression Science Award de l'American Physical Society en 1991[4] ;
- Prix d'État de la fédération de Russie en 1999.